# 로마-치비타카스텔라나-비테르보 선
틀:로마-치비타카스텔라나-비테르보 선
로마-치비타카스텔라나-비테르보 선(이탈리아어: Ferrovia Roma-Civitacastellana-Viterbo) 또는 로마-비테르보 선은 이탈리아의 로마부터 비테르보현의 현도인 비테르보까지 잇는 철도이다. 로마 북부 철도(이탈리아어: Ferrovia Roma Nord)로도 알려져 있는 102km 길이 철도는 로마 수도권의 철도 중 하나이다.

## 노선
이 철도는 총 40개 역이며, 그 중 도시에 위치한 역은 15개 역이다.
- 피아잘레 플라미니오 (로마 지하철 A선과 환승 가능)
- 로마 피아자 에우클리데
- 아쿠아 에체토차
- 캄피 스포르티비
- 몬테 안테네
- 토르 디 퀸토
- 두에 폰티
- 그로타로사
- 삭사 루브라
- 센트로 라이
- 라바로
- 라 클사
- 프리마 포르타
- 라 지우스티니아나
- 몬테벨로

--- 도심 영역 ---
- 사크로파토
- 리아노
- 카스텔누오보 디 포르토
- 모르루포
- 마질라노 로마노
- 산트오스티아
- 피안 파라디소
- 폰자노
- 시비타 사첼라나
- 사타라노
- 팔레리
- 파브리카 디 로마
- 코르치아노
- 카르다렐리
- 비나넬로
- 발레라노
- 라 셀바
- 소리라노 넬 시미노
- 산타 루치아
- 라 포르나치아
- 비토르리아노
- 바나니아
- 비테르보

## 같이 보기
- 이탈리아의 철도 교통 역사
- 라치오 주의 철도역 목록
- 이탈리아의 철도
- 로마의 교통